# Edmund (Schottland)
Edmund (Etmond mac Maíl Coluim) war schottischer König von 1093 bis 1094 sowie von 1094 bis 1097. Er war der zweite Sohn von Malcolm und dessen Ehefrau Margareta von Schottland. Edmund herrschte zusammen mit seinem Onkel Donald III.
Seine englische Mutter Margareta (später wegen ihres Engagements für die Kirche heiliggesprochen) ermöglichte einen starken englischen Einfluss am schottischen Königshof. Etliche Clanführer rebellierten dagegen und waren über die Thronbesteigung von Donald und Edmund im Jahr 1093 durchaus erfreut. Malcolm war in einer Schlacht getötet worden und seine Frau wurde vertrieben.
Edmunds Bruder Duncan II. weilte in England und erhob Anspruch auf den schottischen Thron. Mit Hilfe englischer Truppen setzte er im Mai 1094 Donald und Edmund ab. Duncan war nur während wenigen Monaten König und wurde am 12. November des gleichen Jahres in der Schlacht von Monthechin getötet. Donald und Edmund gelangten wieder an die Macht; Edmund herrschte über den südlichen Teil des Reiches, Donald über den nördlichen Teil. Die gegen England und dessen neuen normannischen Herrscher gerichtete Politik führte zu kriegerischen Auseinandersetzungen, die 1097 zum erneuten Sturz von Donald und Edmund führten.
Edgar, Edmunds Bruder, folgte auf den Thron. Donald starb 1099 in Gefangenschaft in Rescobie, Angus. Edmund hingegen konnte fliehen und lebte fortan als Mönch im Kloster Montacute in Somerset. Sein Todesdatum ist nicht überliefert.